# 拜尔斯布龙
拜尔斯布龙是德国巴登-符腾堡州的一个市镇。总面积189.69平方公里，总人口15344人，其中男性7457人，女性7887人（2011年12月31日），人口密度81人/平方公里。